# 傑濟亞
35°39′47″N 7°30′29″E / 35.663154°N 7.507954°E
傑濟亞（阿拉伯语：‎），是阿爾及利亞的城鎮，位於該國東北部烏姆布瓦吉省，由扎拉區負責管轄，面積196平方公里，2008年人口3,878，人口密度每平方公里20人。